# Bière brut
 (juillet 2022).
Si vous disposez d'ouvrages ou d'articles de référence ou si vous connaissez des sites web de qualité traitant du thème abordé ici, merci de compléter l'article en donnant les références utiles à sa vérifiabilité et en les liant à la section « Notes et références ».

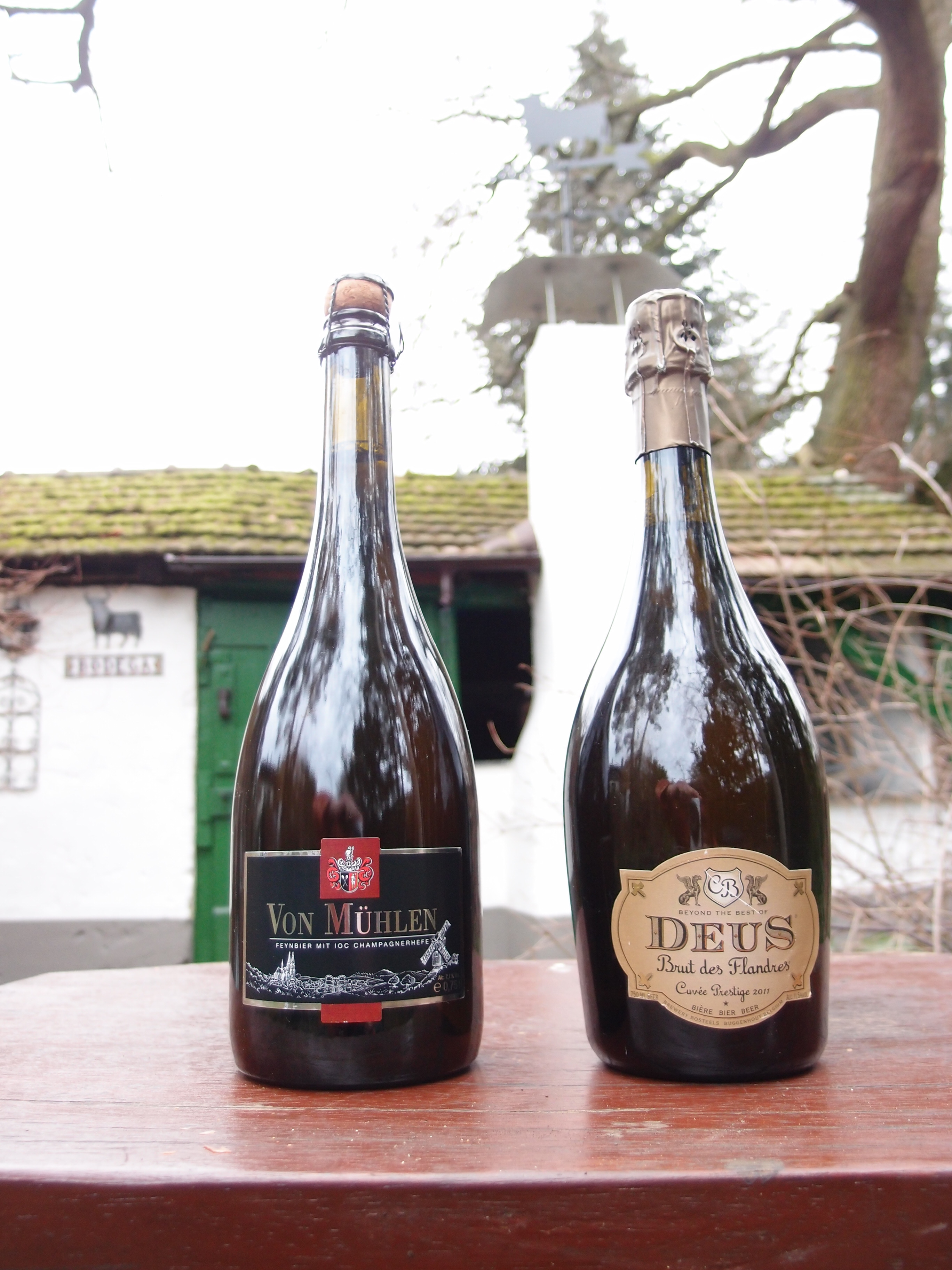
Bière dite "champagne" ("Von Mühlen", brasserie zur Malzmühle, Cologne ; "DeuS", brasserie Bosteels, Buggenhout).Date : 25.12.2013 Auteur : M. Pfeiffer alias Benutzer
Source : Archives photographiques privées de l'auteur

La bière brut ou brut est un type de bière récemment[Quand ?] apparu en Belgique, en province de Flandre-Orientale et plus particulièrement dans la commune de Buggenhout située au milieu du triangle Bruxelles-Anvers-Gand. Seules deux brasseries élaborent et commercialisent cette bière de fermentation haute brassée à l'aide de méthodes champenoises. Ce sont des bières très pétillantes de qualité comparable aux vins de Champagne mais moins acides. 
Elles bénéficient d'apport de levures spécifiques au Champagne lors de la refermentation en bouteille, de fermentation en cave champenoise, du système de dégorgement à froid ainsi que du remuage par giropalettes de 500 bouteilles. Ces opérations augmentent significativement le prix de ces produits.
Actuellement, les marques Malheur, DeuS et De Vlier se partagent ce marché en proposant des bières fortes de ce type déclinées en plusieurs variétés.